# 赵欣瑜
赵欣瑜（1969年9月4日—），黑龙江省哈尔滨市人，中国大陆女歌手。

## 简介
赵生于黑龙江省哈尔滨市，1984年至北京发展，进入演艺界之后结识了歌手王菲等人，后经商并支持嫣然天使基金的发展，2007年12月在上海举办的“嫣然天使基金会07年度慈善晚宴”上，其以高价拍下了画作《沉睡的微风》。
2010年初赵欣瑜被报道与艺人章子怡不和。2011年其在艺人孙楠的演唱会上以透视装登台演出引发争议。
2013年12月其在新浪微博上自称为葉劍英之子葉選廉的現任配偶，2014年1月2日又通过新浪微博宣布与叶选廉结束24年婚姻并分得600万财产。